# 生物护照
生物護照是專業運動員的個人電子記錄，其中生物标记和藥物測試的結果在一段時間內整理。運動界用此技術來打擊禁藥，生物護照是當前世界反禁藥鬥爭的又一「新武器」。它是指對能間接反映禁用物質和方法作用的一組生物指標進行長期不定期檢測，收集數據建立資料庫，從縱向水平上分析、對比，通過生物指標的變化判斷運動員是否違禁。簡單來說，一些禁用物質在較短時間內可代謝乾淨，這時傳統的直接興奮劑檢查（如尿檢）就無法查出，而禁用物質對人體的影響和作用將持續較長時間，這體現在人體的某些生理指標會發生波動。生物護照項目可通過對運動員的相關生理指標進行長期監測，通過波動間接地確定運動員是否違禁。

## 方式
生物護照是對運動員各項生物學指標的記錄。一段時間內，將生物指標採集，例如造血細胞，正常情況下有正常值，檢測的過程中發現細胞大大增加了，如果連續地看到有正常以及不正常的情況，就說明有可能使用違禁藥物。常規的做法都是隨機挑選，有的藥物是6小時或是8小時內起作用，過了時間就查不到，用「生物護照」就可以避免這種漏洞。如果一直不正常，則代表自身身體狀況可能身體狀況出問題，如Thomas Van der Plaetsen由此在2014年10月發現罹患睪丸癌（藍斯·阿姆斯壯在1996年也確診罹患此病，但之後因為此技術及隊友指控他使用禁藥，讓他的傳奇故事被戳破）。
生物護照，其實是運動員的一個電子生物信息記錄，裡面收集了每位運動員的血液樣本和尿樣，以此設置一個醫學資料庫，將血液資料與類固醇資料相結合，與比賽後採集的運動員的血樣和尿樣相比較。進行長期不定期檢測，收集數據建立資料庫，從縱向水平上分析、對比，通過生物指標的變化判斷運動員是否違禁。如果檢測到任何不正常的變化，那麼就可能是服用興奮劑的信號。
但是會有一些缺點，例如：雖然這一舉措彌補了一些傳統興奮劑檢查手段的不足，但因其是在不能確定運動員具體使用了何種禁用物質或方法的情況下，直接判定運動員「嗑藥」，故而讓很多國家一直持觀望態度。

## 效果
在多項運動賽事達到反禁藥的成效，並且藉此查出多人以前方法難以查出的使用禁藥的情形。

## 外部連結
- WADA: Athletes biological passport resources （页面存档备份，存于）